# لويس سلفادور كارمونا
لويس سلفادور كارمونا (بالإسبانية: Luis Salvador Carmona)‏ هو نحات إسباني، ولد في 1708 في Nava del Rey ‏ في إسبانيا، وتوفي في 1767 في مدريد في إسبانيا.